# Tweede Kamerverkiezingen 2023/Kandidatenlijst/Forum voor Democratie
Dit is de kandidatenlijst voor de Tweede Kamerverkiezingen van 2023 van Forum voor Democratie zoals die op 13 oktober 2023 is vastgesteld door de Kiesraad.

## De lijst
- vet: verkozen
- schuin: voorkeurdrempel overschreden

1. Thierry Baudet, Amsterdam - 163.881 stemmen
2. Frederik Jansen, Amsterdam - 3.456
3. Gideon van Meijeren, 's-Gravenhage - 45.361
4. Pepijn van Houwelingen[1], 's-Gravenhage - 5.608
5. Ralf Dekker[1], Amsterdam - 4.144
6. Lidewij de Vos[1], 's-Gravenhage - 2.200
7. Tom Russcher, Amsterdam - 246
8. Massimo Etalle, 's-Gravenhage - 128
9. Andreas Bakir, Enschede - 971
10. Johan Dessing, Zaandam - 162
11. Joyce Vastenhouw, Rijssen-Holten - 142
12. Iem Al Biyati, Amsterdam - 234
13. Rebecca de Knegt, Castricum - 147
14. Peter Verstegen, Vierlingsbeek - 133
15. Anton van Schijndel, Amsterdam - 38
16. Brigitte Antolini, Hoofddorp - 79
17. Martin Bos, Middelburg - 111
18. Pelle Koopman, Amsterdam - 66
19. Ramon van Asch, Sint-Michielsgestel - 89
20. Marco van den Boomgaard, Zoetermeer - 152
21. regionale kandidaten
22. regionale kandidaten
23. regionale kandidaten
24. regionale kandidaten
25. regionale kandidaten
26. regionale kandidaten
27. regionale kandidaten
28. Brent Hadderingh, Almere - 36
29. Jelle Wittebrood, Oudorp - 60
30. Tanay Bilgin, Amsterdam - 84
31. Gino Luurssen, Arnhem - 89
32. Jozef Minkels, Schijndel - 57
33. Theo Heller, Helmond - 42
34. Jelena Postuma, Almere - 267
35. Vincent Vos, Hoogeveen - 69
36. Moriah Hartman, Haarlem - 43
37. Tommy Panis, IJmuiden - 54
38. Jasper van der Voort, Monster - 52
39. Mark Nijman, Beverwijk - 90
40. Michael Wijngaard, Lelystad - 60
41. Sem van Rij, Delft - 48
42. Esmeralda van Run, Heukelum - 24
43. Hans van de Breevaart, Hendrik-Ido-Ambacht - 304
44. David Schaap, Alkmaar (niet in kieskring 20) - 71
45. Marcel de Graaff, Bonheiden (BE) - 71
46. Tom Zwitser, Aduard - 394
47. Joris van den Oetelaar, Schijndel - 37
48. Simone Kerseboom, Maastricht - 407
49. Paul Cliteur, Amsterdam - 319

## Regionale kandidaten
De plaatsen 21 t/m 27 op de lijst waren per kieskring verschillend ingevuld. Daarnaast week de nummer 44 in kieskring 20 (Bonaire) af van de landelijke lijst.

### Groningen
1. Jan Leonard Epema, Groningen - 106
2. Kim Winkelaar, Groningen - 39
3. Nanne Feenstra, Leeuwarden - 3[2]
4. Armin Krijgsman, Lemmer - 0[3]
5. Hylke Jellema, Sneek - 2[4]
6. Ted Baas, Harkema - 3[5]
7. Anton de Lange, Lelystad - 0[6]

### Leeuwarden
1. Albert van Dijk, Stroobos - 35
2. Kevin Oudhuis, Leeuwarden - 64
3. Nanne Feenstra, Leeuwarden - 46[2]
4. Armin Krijgsman, Lemmer - 42[3]
5. Hylke Jellema, Sneek - 59[4]
6. Ted Baas, Harkema - 43[5]
7. Anton de Lange, Lelystad - 2[6]

### Assen
1. Hendrikus Velzing, Klazienaveen - 64
2. Liesbeth Niessink, Roden - 21
3. Daniel Osseweijer, Vries - 16[7]
4. Arjan Kleine, Hoogeveen - 35
5. Vera Lubbers, Zuidwolde - 19
6. Fouad el Massoudi, Hoogeveen - 19
7. Anton de Lange, Lelystad - 0[6]

### Zwolle
1. Remco Roelofs, Delden - 23
2. Wouter Ravenshorst, Almelo - 48
3. Brian Geertshuis, Hengelo (O) - 43
4. Annelies Strikkers, Kampen - 53[8]
5. Erny Bergman, Bentelo - 19[9]
6. Daniel Osseweijer, Vries - 1[7]
7. Anton de Lange, Lelystad - 0[6]

### Lelystad
1. René Woensdregt, Almere - 33
2. Karine De Potter, Almere - 34
3. Simone van Slot, Lelystad - 20
4. Hans Hodde, Almere - 15
5. Annelies Strikkers, Kampen - 7[8]
6. Erny Bergman, Bentelo - 0[9]
7. Anton de Lange, Lelystad - 7[6]

### Nijmegen
1. Anita van Iperen, Tiel - 14[10]
2. Babette Hak, Tiel - 33
3. Kees Claassen, Beuningen - 24[11]
4. Cathy van Manen, Nijkerk - 5[12]
5. Dennis Korpel, Ede - 3[13]
6. Lambert van Meijeren, Doetinchem - 10[14]
7. Anton de Lange, Lelystad - 1[6]

### Arnhem
1. Anita van Iperen, Tiel - 12[10]
2. Nancy IJspeerd, Vaassen - 46
3. Kees Claassen, Beuningen - 1[11]
4. Cathy van Manen, Nijkerk - 39[12]
5. Dennis Korpel, Ede - 29[13]
6. Lambert van Meijeren, Doetinchem - 83[14]
7. Anton de Lange, Lelystad - 3[6]

### Utrecht
1. Frank van Breukelen, Vianen - 33
2. Bren de Hartog, Utrecht - 56
3. Yvonne de Graaff, Doorn - 22
4. Elias Bernard, Leusden - 16
5. Camille Scholtz, Utrecht - 17
6. Cirano van Haarlem, Amsterdam - 3[15]
7. Anton de Lange, Lelystad - 2[6]

### Amsterdam
1. Claire Middelkoop, Amsterdam - 4[16]
2. Cirano van Haarlem, Amsterdam - 3[15]
3. Malou Genet, Amsterdam - 10
4. Shahin Akasi, Amstelveen - 12
5. Andy van Veen, Amsterdam - 3
6. Samantha Bruinsma, Amsterdam - 8
7. Anton de Lange, Lelystad - 0[6]

### Haarlem
1. Deborah Tollenaar, Purmerend - 3[17]
2. Rob Lute, Heerhugowaard - 0[18]
3. Tim van der Zwaart, Purmerend - 1[19]
4. Floris van der Knoop, Zandvoort - 4[20]
5. Leroy Alberts, Haarlem - 25
6. Anton de Lange, Lelystad - 2[6]
7. Julia Olivier, Marken - 3

### Den Helder
1. Thiemo Smit, Hem - 51
2. Deborah Tollenaar, Purmerend - 36[17]
3. Rob Lute, Heerhugowaard - 42[18]
4. Tim van der Zwaart, Purmerend - 17[19]
5. Floris van der Knoop, Zandvoort - 1[20]
6. Claire Middelkoop, Amsterdam - 3[16]
7. Theo Kwakman, Volendam - 18

### 's-Gravenhage
1. Ivy van der Linden, 's-Gravenhage - 8[21]
2. Philip van Houten, 's-Gravenhage - 6[22]
3. Ardi Oostdijk, Rotterdam - 3[23]
4. Jay Irfan, Rotterdam - 17[24]
5. Nic Redelinghuys, Rotterdam - 1[25]
6. Seppe Bakker, Zoeterwoude - 2[26]
7. Anton de Lange, Lelystad - 2[6]

### Rotterdam
1. Ardi Oostdijk, Rotterdam - 55[23]
2. Jay Irfan, Rotterdam - 59[24]
3. Nic Redelinghuys, Rotterdam - 26[25]
4. Ivy van der Linden, 's-Gravenhage - 5[21]
5. Philip van Houten, 's-Gravenhage - 2[22]
6. Seppe Bakker, Zoeterwoude - 5[26]
7. Anton de Lange, Lelystad - 2[6]

### Dordrecht
1. Ruby Pichel, Dordrecht - 36
2. Erik Hoogzand, Hellevoetsluis - 41[27]
3. Giovanni Mierop, Dordrecht - 37
4. Cynthia Brown, Rhoon - 29
5. Ewald Kegel, Nootdorp - 0[28]
6. Seppe Bakker, Zoeterwoude - 5[26]
7. Anton de Lange, Lelystad - 2[6]

### Leiden
1. Ewald Kegel, Nootdorp - 7[28]
2. Milan Schenk, Voorhout - 50[29]
3. Seppe Bakker, Zoeterwoude - 14[26]
4. Filine Verloop, Alphen aan den Rijn - 35
5. Robin Westdijk, Waddinxveen - 30
6. Maurien van der Linde, Zoeterwoude - 11
7. Anton de Lange, Lelystad - 2[6]

### Middelburg
1. Isabelle Claerhoudt, Sluis - 17
2. Angela Werner, Vlissingen - 26
3. Ksenija Provoost, Westkapelle - 24[30]
4. Fred Zandee, Hulst - 16
5. Niels Visser, Colijnsplaat - 11
6. Ewald Kegel, Nootdorp - 1[28]
7. Anton de Lange, Lelystad - 0[6]

### Tilburg
1. Pim Kooke, Tilburg - 70[31]
2. Marnix van Woudenberg, Breda - 89
3. Nicolas Knoester, Eindhoven - 4[32]
4. N.J.M. Janssen, Maashees - 1
5. Patty van Dinther-Spoek, Helmond - 2[33]
6. Janco Bethlehem, Uden - 3[34]
7. Anton de Lange, Lelystad - 2[6]

### 's-Hertogenbosch
1. Y.J.A.M. Boom-Bekkers, Boxtel - 34
2. Janco Bethlehem, Uden - 41[34]
3. Nicolas Knoester, Eindhoven - 77[32]
4. Patty van Dinther-Spoek, Helmond - 49[33]
5. Marianne Akkermans-Linssen, Maashees - 21
6. Bram Nab, Heerlen - 9[35]
7. Thijmen Lindner, Vierlingsbeek - 4

### Maastricht
1. Sascha Jacobs, Heerlen - 109[36]
2. Bram Nab, Heerlen - 50[35]
3. Walther Muurmans, Maasmechelen (BE) - 12
4. Lars Heuvelmans, Venlo - 46
5. Nicole Seldenthuis-Jetten, Sittard-Geleen - 103
6. Pim Kooke, Tilburg - 1[31]
7. Anton de Lange, Lelystad - 4[6]

### Bonaire
1. Sascha Jacobs, Heerlen - 0[36]
2. Erik Hoogzand, Hellevoetsluis - 0[27]
3. Nicolas Knoester, Eindhoven - 0[32]
4. Ksenija Provoost, Westkapelle - 0[30]
5. Floris van der Knoop, Zandvoort - 0[20]
6. Pim Kooke, Tilburg - 0[31]
7. Anton de Lange, Lelystad - 0[6]
8. Milan Schenk, Voorhout - 0[29]

2017 · 2021 · 2023
VVD · D66 · GroenLinks-PvdA · PVV · CDA · SP · Forum voor Democratie · Partij voor de Dieren · ChristenUnie · Volt · JA21 · SGP · DENK · 50PLUS · BBB · BIJ1 · Piratenpartij - De Groenen · BVNL / Groep Van Haga · Nieuw Sociaal Contract · Splinter · Libertaire Partij · LEF - Voor de Nieuwe Generatie · Samen voor Nederland · Nederland met een PLAN · PartijvdSport · Politieke Partij voor Basisinkomen